# FC Felgueiras
Der Futebol Clube Felgueiras ist ein Fußballverein aus der portugiesischen Stadt Felgueiras im Norden des Landes.
Der Verein spielte 1995/96 ein Jahr in der höchsten portugiesischen Liga. Danach spielte der Klub noch drei Spielzeiten bis 2004/05 in der 2. Liga und qualifizierte sich auch als 11. sportlich für die Folgesaison, wurde aber im Lizenzierungsverfahren nicht berücksichtigt. Anschließend folgte ein Absturz bis in die regionalen Ligen. Im Jahre 2006 wurde der Verein durch den Namen FC Felgieiras 1932 ersetzt. 2021 spielt der Verein in der neu geschaffenen drittklassigen Liga 3.